# نیکولای نیکولوف
نیکولای نیکولوف (به انگلیسی: Nikolay Nikolov) بازیکن والیبال اهل بلغارستان و عضو فعلی تیم ملی والیبال بلغارستان است.
نیکولای سابقه حضور در لیگ برتر بلغارستان را از سال ۲۰۰۰ تا ۲۰۰۹ را دارد و در سال‌های ۲۰۱۰ تا ۲۰۱۲ در لیگ برتر ایتالیا حضوری موفق داشت و در سال ۲۰۱۲ به لیگ برتر ایران رفت و با متین ورامین قرارداد بست. شهرداری ارومیه و پیکان تهران تیم‌های بعدی او در سوپر لیگ ایران به حساب می‌آیند.
او دو دوره قهرمانی لیگ بلغارستان، مقام سوم جام جهانی همراه با تیم ملی بلغارستان در سال ۲۰۰۷، مقام سومی قهرمانی اروپا در سال ۲۰۰۹ و مقام چهارمی المپیک لندن در سال ۲۰۱۲ را در کارنامه خود دارد. نیکولوف در سال ۲۰۱۵ به همراه پیکان به جام باشگاه‌های جهان رفت و در انتها توانست به عنوان بهترین مدافع وسط مسابقات انتخاب شد.